# Sneja, Burgas
Sneja (în bulgară Снежа) este un sat în comuna Ruen, regiunea Burgas,  Bulgaria. 

## Demografie
Componența etnică a satului Sneja
     Turci (65,4%)
     Nicio identificare (34,59%)
     Altele (0%)
La recensământul din 2011, populația satului Sneja era de 370 locuitori. Din punct de vedere etnic, majoritatea locuitorilor (65,4%) erau turci. Pentru 34,59% din locuitori nu este cunoscută apartenența etnică.